# Џонсон (Оклахома)
Џонсон (енгл. Johnson) град је у америчкој савезној држави Оклахома.

## Демографија
По попису из 2010. године број становника је 247, што је 24 (10,8%) становника више него 2000. године.
| Група             | 2000.       | 2010.       |
| Белци             | 169 (75,8%) | 164 (66,4%) |
| Афроамериканци    | 3 (1,3%)    | 10 (4,0%)   |
| Азијати           | 5 (2,2%)    | 0 (0,0%)    |
| Хиспаноамериканци | 4 (1,8%)    | 6 (2,4%)    |
| Укупно            | 223         | 247         |